# 콜린 파월의 유엔 안전 보장 이사회 연설
2003년 2월 5일, 미국의 국무장관 콜린 파월은 유엔 안전 보장 이사회에서 파워포인트 프레젠테이션을 했다. 그는 2003년 3월 20일 이라크 침공으로 시작될 이라크 전쟁의 근거를 설명했다. 이라크 침공 결정은 프레젠테이션이 이루어지기 전에 이미 내려진 상태였다.
프레젠테이션의 내용은 신뢰할 수 없는 증거에 기반을 두고 있었다. 파월은 거짓말을 했다는 비난을 받았고, 미국은 신뢰도에 큰 손상을 입었다.

## 선택과 준비
2003년 2월 5일, 파월은 이라크와의 전쟁이 시급하다는 것을 증명하기 위해 유엔에 출석했다. 2016년에 파월은 "2월 5일에 연설을 할 당시, 대통령은 이미 군사 행동을 결정했습니다"라고 말했다. 파월은 그의 신뢰도를 바탕으로 연설을 하도록 선정되었으며, 2016년에 그는 부통령실에서 작성했다고 밝혔다.
연설은 백악관 국가안전보장회의(NSC)에서 준비된 것으로 알려져 있었다. 하지만 준비된 것을 받았을 때, 그것은 완전히 부적절했고, 우리는 그 안에서 어떤 것도 추적할 수 없었다. 국가안보보좌관인 콘돌리자 라이스에게 어디서 온 것이냐고 물었더니, 부통령실에서 작성한 것으로 드러났다.
CIA 분석가인 나다 바코스는 연설의 언어가 CIA가 파월을 위해 준비한 내용이나 프레젠테이션 전에 CIA가 받은 사본과 달랐다고 밝혔다.

## 내용
오늘 저의 두 번째 목적은... 미국이 이라크의 대량살상무기에 대해 알고 있는 바를 여러분과 공유하는 것입니다... 이라크의 행동은 사담 후세인과 그의 정권이 국제사회가 요구하는 대로 무장해제를 위한 어떤 노력도 하지 않았음을 보여줍니다. 실제로 사실과 이라크의 행동은 사담 후세인과 그의 정권이 더 많은 대량살상무기를 생산하려는 노력을 숨기고 있음을 보여줍니다... 오늘 제가 하는 모든 진술은 출처, 확실한 출처에 의해 뒷받침됩니다. 이것은 주장이 아닙니다. 우리가 여러분에게 제공하는 것은 확실한 정보에 기반한 사실과 결론입니다.— 콜린 파월, 유엔 안전 보장 이사회 연설

파월은 이라크가 안사르 알이슬람이 통제하는 작은 지역에 알카에다 조직원 아부 무사브 알자르카위가 이끄는 테러리스트 네트워크를 은닉하고 있다고 주장했다. 그는 또한 이라크인들이 아프가니스탄에서 오사마 빈라덴을 방문하고 알카에다 대원들에게 훈련을 제공했다고 주장했지만, 많은 국가에서 온 수천 명의 아랍인들도 같은 행동을 했다. 미국 정보기관들은 사담 후세인과 알카에다 간의 실질적인 협력 증거를 발견하지 못했다.

### 슬라이드

이라크는 무장해제에 실패하고 있다
이라크는 증거를 숨기고 있다
이라크는 과학자들의 입을 막고 있다
이라크는 위험한 무기를 숨기고 있다
이라크는 여전히 핵무기를 추구하고 있다
이라크는 알카에다를 포함한 테러리스트들을 은닉하고 있다
이라크는 평화로운 무장해제를 거부했다

## 반응

### 이라크의 반응
안사르 알 이슬람은 20명의 언론인을 '독극물 공장'이 되어야 할 건물로 초대했다.

### 기타
프레젠테이션은 프랑스, 러시아, 중국, 독일을 포함한 안전 보장 이사회의 근본적인 입장을 바꾸지는 못했지만, 파월은 이라크에 대한 유엔의 전반적인 태도를 강화하는 데 성공했다. 콜린 파월의 유엔 성명은 미국 내 많은 사람들에게 증거로 받아들여졌을지 모르지만, 유럽에서는 그렇지 않았다.
파월 본인은 나중에 이렇게 말했다. "물론 제가 했던 유엔 연설은 우리 사건의 가장 중요한 발표가 되었기에 후회합니다. 하지만 당시에는 그것이 옳다고 생각했습니다. 대통령도 옳다고 생각했습니다. 의회도 옳다고 생각했습니다." 그는 "물론 그 중 많은 부분이 틀린 것으로 밝혀져 유감이다"라고 말했다.
파월의 비서실장 로렌스 월커슨은 나중에 자신이 콜린 파월의 유엔 안전 보장 이사회 앞에서의 잘못된 증언을 준비하면서 실수로 미국 국민을 속이는 일에 가담했다고 말했다.

## 분석
데이비드 자레프스키는 이 연설이 주로 무지에 호소하는 논증에 의존했다고 지적했다.
가디언은 이 연설을 미국의 신뢰를 훼손하는 결정적인 순간으로 평가했다.
뉴욕 타임스 매거진은 이 연설을 조지 W. 부시 행정부의 가장 잊을 수 없는 공개적인 순간 중 하나로 평가했다.
FAIR은 프레젠테이션 전후 일주일간의 언론 보도를 분석하고 언론이 보도 범위를 넓힐 것을 촉구했다.

## 추가 전개
2005년 인터뷰에서 파월은 정보가 거짓인 줄 몰랐기 때문에 거짓말을 하지 않았다고 말했다.
"당시 정보기관 내에는 이 자료들이 좋지 않고 의존해서는 안 된다는 것을 아는 사람들이 있었지만, 그들은 침묵했습니다. 그것이 저를 너무나도 실망시켰습니다."

## 같이 보기
- 이라크 전쟁의 미디어 보도
- National Security Strategy (United States) § 2002_NSS
- 임무 완수 연설
- 나이라 증언
- 파월 독트린
- 탄저병 무기화

## 추가 자료
- Oddo, John (2014). 《Intertextuality and the 24-Hour News Cycle: A Day in the Rhetorical Life of Colin Powell's U.N. Address》. Michigan State University Press. doi:10.14321/j.ctt7zt4bh. ISBN 978-1-61186-140-2.
- Maass, Peter (2021년 10월 18일). “Colin Powell Was a Nice Man Who Helped Destroy Iraq”. 《The Intercept》 (영어). 2023년 4월 18일에 확인함.
- “'It Worked For Me': Life Lessons From Colin Powell”. 2012년 5월 22일.
- Biedron, Jessica M. (2010). 《Colin Powell: Examining a Key Player in the Bush Administration》. 《Inquiries Journal》 (영어) 2.